# 庄原市総合体育館
庄原市総合体育館（しょうばらしそうごうたいいくかん）は、広島県庄原市西本町にある市立の体育施設である。愛称：さくらアーチ。

## 概要
1993年（平成5年）3月25日竣工。1996年（平成8年）のひろしま国体では空手道競技の会場、2001年（平成13年）の全国健康福祉祭（ねんりんピック）では将棋交流大会会場として使用された。
2005年（平成17年）4月1日から指定管理者制度を導入し、庄原市総合サービス株式会社 が管理運営をしている。

## 施設概要
- アリーナ（さくらアーチ）
  - フロア面積 : 1,724.3m2
  - 備考 : 放送室、2階観客席、移動観客席
- 武道場
  - フロア面積 : 432.0m2（柔道畳 : 常設120枚、仮設120枚）
  - 備考 : 大型ミラー、各種得点版、放送設備等
- その他に、会議場2つ、トレーニング室、ランニングコース、湯沸室、男女更衣室などを完備
- 開館時間 : 9:00 - 21:30（ただし、土日祝日は8:30開館、11月 - 3月は21:00閉館）
- 駐車場 : 有（無料）
- 休館日 : 12月29日から翌年1月4日まで、保守に必要な日（臨時休館）

## その他管理施設
以下の施設のうち、庄原市水泳プールは施設内に管理事務所があり、開場期間中は管理人が常駐する。プールの閉場期間中及び、その他の施設については常駐管理者は不在となっており、庄原市総合体育館内の管理事務所が管理・使用受付等を行っている。
- 庄原市テニスコート
- 庄原市多目的広場
- 庄原市スポーツ広場
- 庄原市運動広場
- 庄原市庄原北公園
- 庄原市水泳プール